# Aleksandr Boczkariow (wojskowy)
Aleksandr Grigorjewicz Boczkariow (ros. Aлександр Григорьевич Бочкарёв; ur. 5 października 1921 we wsi Kulikowka obecnie w rejonie tusulskim w obwodzie kemerowskim, zm. 17 stycznia 1945 w Sochaczewie) – radziecki wojskowy, starszyna, uhonorowany pośmiertnie tytułem Bohatera Związku Radzieckiego (1945).

## Życiorys
Urodził się w rodzinie chłopskiej. Od 1922 mieszkał z rodziną w Kraju Krasnojarskim, skończył 5 klas, po śmierci ojca w 1934 pracował w kołchozie. W listopadzie 1939 został powołany do Armii Czerwonej, służył na Dalekim Wschodzie, od czerwca 1941 lub od kwietnia 1942 uczestniczył w wojnie z Niemcami, w październiku 1942 był ranny. Po wyleczeniu uczył się na kursie czołgistów, 1 czerwca 1944 wrócił na front, walczył na 1 Froncie Białoruskim w 47. Gwardyjskiej Brygadzie Pancernej 9. Gwardyjskiego Korpusu Piechoty 2 Gwardyjskiej Armii Pancernej. Brał udział m.in. w wyzwalaniu Lublina, w tym obozu na Majdanku w lipcu 1944, walkach o Puławy, walkach na Pradze i o Wołomin. 9 sierpnia został odznaczony Orderem Czerwonej Gwiazdy. W styczniu 1945 uczestniczył w operacji warszawsko-poznańskiej, w tym w walkach o Mszczonów, Żyrardów i Sochaczew. 17 stycznia jego czołg został trafiony, a on sam został ranny, mimo to wziął karabin maszynowy i ostrzeliwał się wrogowi do ostatniego naboju, po czym rozerwał się granatem. Pośmiertnie, 27 lutego 1945 otrzymał tytuł Bohatera Związku Radzieckiego i Order Lenina.